# Jahnula sangamonensis
Jahnula sangamonensis är en svampart som beskrevs av Shearer & Raja 2006. Jahnula sangamonensis ingår i släktet Jahnula och familjen Aliquandostipitaceae.   Inga underarter finns listade i Catalogue of Life.